# Квадратичное голосование
Квадратичное голосование (англ. quadratic voting) — вид голосования, при котором цена голосов равна квадрату их количества (x голосов за x² рублей). Например, 1 голос можно купить за 1 рубль, 100 голосов — за 10 000 рублей, 10 000 голосов — за 100 млн рублей. Квадратичное голосование даёт возможность участнику отдать именно то количество голосов, которое соответствует его предпочтению по отношению к тому или иному варианту – в отличие от традиционного («один человек — один голос»).